# Sarreguemines Football 93
Sarreguemines Football 93 is een Franse voetbalclub uit Sarreguemines.

## Geschiedenis
De club werd in 1919 opgericht als AS Sarreguemines en speelde lange tijd op regionaal niveau. Tijdens de Tweede Wereldoorlog werd regio Lotharingen opnieuw ingelijfd bij Duitsland en werd de clubnaam gewijzigd in TSG Saargemünd. De club speelde in de Gauliga Westmark, de hoogste klasse. De club vermeed twee keer op rij een degradatie en werd in 1943/44 gedeeld vierde met Borussia Neunkirchen en TuRa Ludwigshafen maar had wel het slechtste doelsaldo van de drie.
Na de oorlog werd Saargemünd opnieuw Frans en werd de oude naam weer aangenomen. In Frankrijk bleef de club op regionaal niveau spelen tot 1982 toen de club kampioen werd van Lotharingen (Lorraine) en promoveerde naar de Division 4. In 1986 werd de club daar vicekampioen en stootte door naar de derde klasse. De club werd meteen weer naar de vierde klasse verwezen maar kon ook weer meteen terugkeren en bleef nu drie seizoenen. Een zesde plaats in 1990 was de beste notering. Na twee seizoenen degradeerde de club terug naar de DH Lorraine, waar de club nog steeds speelt. In 1993 werd de huidige naam aangenomen. In 2013 promoveerde de club naar de CFA 2, vanaf 2017 Championnat National 3, waar de club tot 2020 speelde. 